# Isole di Vitu
Le Isole di Vitu (Vitu Islands in inglese) o Isole Witu, sono un gruppo di isole vulcaniche distribuite su di un'area di 96 km², nel Mar di Bismarck al largo della Nuova Britannia, nel sud-ovest dell'Oceano Pacifico. Appartengono a Papua Nuova Guinea, tecnicamente non farebbero parte dell'arcipelago di Bismarck, anche se vi sono state inserite amministrativamente.
Precedentemente erano state chiamate Isole di Francia.

## Geografia
L'arcipelago è formato da una serie di vette vulcaniche oceaniche, circondate da anelli corallini, non si tratta perciò di atolli, sono quindi estremamente fertile.
Garove (Vitu, o Big Witu) e Unea (Bali) sono le isole più grandi.
Le isole rappresentano il centro più importante di Papua Nuova Guinea per la copra, anche se il cacao è ora la coltura principale, in quanto i prezzi della copra sono crollati negli ultimi anni.
Le isole sono situate a nord-ovest della penisola Talasea, punta più settentrionale della costa occidentale della New Britain. Oltre alle isole emerse la catena dei picchi vulcanici continua sott'acqua, per circa 22 Km., a nord ovest di Naragé, formando l'Ottilian Reef (Attilian Reef). poiché alcuni di questi picchi riemergono, a seconda della marea, la navigazione nella zona è piuttosto pericolosa.

## Storia
L'isola di Naragé è il residuo, di circa 21 ettari, di quella che era un'isola di 61 ettari prima di una tremenda eruzione che si è verificata verso il 1892. Lo tsunami susseguente ha formato un'onda alta 100 metri che si è abbattuta su Ningau, spazzando via tre villaggi, (solo due persone si salvarono) e causando grandi distruzioni e la riduzione della popolazione su una vasta area delle zone costiere settentrionali della Nuova Britannia e molto probabilmente, della Nuova Guinea e del gruppo delle isole Occidentali.
Fino alla prima guerra mondiale, le isole erano colonie della Germania, dopo l'espulsione dei tedeschi, l'arcipelago, con tutte le sue piantagioni, venne acquistato dal gruppo commerciale Burns Philp. Dopo la seconda guerra mondiale Langu venne ceduta alla famiglia Coote, come compensazione per l'esecuzione, da parte di giapponesi, del loro capo-famiglia, che si era rifiutato di dare le chiavi degli stabilimenti Burns Philp, di cui era direttore.